# Guan Jianhua
Guan Jianhua, (1962, China) is een voormalig Chinees professioneel tafeltennisster. Guan is haar achternaam.

## Belangrijkste resultaten
- WK
  -  Brons in het vrouwen dubbelspel in 1985 met Tong Ling in Göteborg.
  -  Brons in het enkelspel in 1987 in New Delhi.
  -  Brons in het gemengd dubbelspel in 1987 met Wang Haoin New Delhi.